# Повстання Пугачова
Повстання Пугачова — козацьке повстання у 1773—1775 роках в Російській імперії під проводом Омеляна Пугачова, уродженця української станиці Зимовійська. Почалося 17 вересня 1773 року з Бударинського форпосту. Охопило землі Яїцького війська, Оренбурзький край, Урал, Прикам'я, Башкирію, частину Західного Сибіру, Середнє і Нижнє Надволжя. В ході повстання до козаків приєдналися башкири, татари, казахи, чуваші, мокшани, ерзяни, уральські заводські робітники й численні кріпаки всіх губерній, де розгорталися воєнні дії. Набуло характеру селянської війни. Тривало до середини 1775 року попри військову поразку козацької армії і полон Пугачова у вересні 1774-го.

## Назва
- Повстання Пугачова (рос. Восстание Пугачёва)
- Пугачовщина (рос. Пугачёвщина) — за аналогією із Хмельниччиною.
- Пугачовський бунт (рос. Пугачёвский бунт), або Пугачовське повстання (рос. Пугачёвское восстание)
- Селянська війна 1773—1775 років (рос. Крестьянская война 1773—1775 годов) — у радянській історіографії, з акцентом на селянах і применшенні ролі козаків.

## Початок повстання

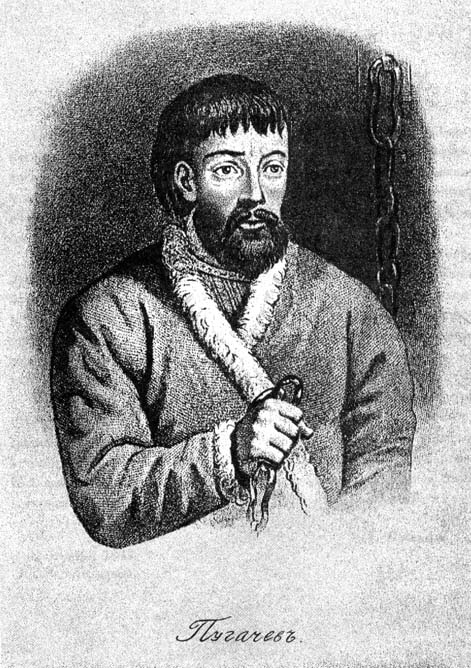
Омелян Пугачов. Портрет, прикладений до видання «Історії пугачовского бунту» О. С. Пушкіна, 1834

Незважаючи на те, що внутрішня готовність яїцьких козаків до повстання була високою, для виступу не вистачало об'єднувальної ідеї, стрижня, який би згуртував учасників заворушень 1772 року, що змушені були зачаїтися. Чутка про те, що у війську з'явився дивом врятований імператор Петро Федорович (загиблий під час перевороту після піврічного царювання імператор Петро III), миттєво розлетілася по всьому Яїку.
Мало хто з козацьких ватажків вірив у воскреслого царя, але всі придивлялися, чи здатна ця людина повести за собою, зібрати під свої прапори армію, здатну рівнятися з урядовою. Людиною, що назвала себе Петром III, був Омелян Іванович Пугачов — донський козак, уродженець Зимовейської станиці (яка до цього вже дала історії повстанця Степана Разіна), учасник Семирічної війни і війни з Туреччиною 1768—1774 років.
Опинившись в заволзьких степах восени 1772 року, він зупинився в Мечетній слободі і тут від ігумена старообрядницького скиту Філарета дізнався про заворушення серед яїцьких козаків. Звідси в його голові народилася думка назватися царем. Якими були його початкові плани достеменно невідомо, але в листопаді 1772 року він приїхав до Яїцького містечка і на зустрічах з козаками називав себе Петром III.
Після повернення на Іргиз Пугачова заарештували і відправили в Казань, звідки він утік в кінці травня 1773 року. У серпні він знову з'явився у війську, де його відвідували майбутні найближчі соратники — Максим Шигаєв, Іван Зарубін, Денис Караваєв, Тимофій Мясников.
У вересні, ховаючись від пошукових загонів, Пугачов в супроводі групи козаків прибув в Бударинський форпост, де 17 вересня 1773 року було оголошено його перший указ до Яїцького війська. Автором указу став один з небагатьох грамотних козаків, 19-річний Іван Почиталин, відправлений батьком служити «цареві». Звідси загін у 80 козаків попрямував вгору по Яїку (Урал). По дорозі до загону приєднувалися нові прихильники, так що до прибуття 18 вересня 1773 до Яїцького містечка загін налічував вже 300 чоловік. 18 вересня 1773 року спроба переправитися через Чаган і увійти в місто закінчилася невдачею, але при цьому велика група козаків з числа направлених комендантом Симоновим для оборони містечка, перейшла на бік самозванця. Повторна атака повстанців 19 вересня 1773 року була також відбита з допомогою артилерії. Своїх гармат повстанський загін не мав, тому було вирішено рушити далі вгору по Яїку (Урал), і 20 вересня козаки встали табором біля Ілецького містечка.
Тут було скликане козацьке коло, на якому похідним отаманом війська обрали Андрія Овчинникова, всі козаки присягнули великому государю імператору Петру Федоровичу присяга на вірну службу, після чого Пугачов відправив Овчинникова в Ілецьке містечко з указами козакам: «І чого ви не побажаєте, у всіх вигодах і платні, відмови вам не буде; та слава ваша не закінчиться до століття; та як ви, так і нащадки ваші першими при мені, великому, государі учинитеся». Незважаючи на протидію Ілецького отамана Портнова, Овчинников переконав місцевих козаків приєднатися до повстання, і ті зустріли Пугачова дзвоном і хлібом-сіллю.
Всі Ілецькі козаки присягнули Пугачову. Здійснилась перша страта: за скаргами жителів — що «великі ним робив образи і їх розоряв» — повісили Портнова. З Ілецьких козаків був складений окремий полк на чолі з Іваном Твороговим, війську дісталася вся артилерія містечка. Начальником артилерії був призначений яїцький козак Федір Чумаков.
Після дводенної наради про подальші дії було прийнято рішення направити головні сили на Оренбург, столицю величезного краю під управлінням ненависного Рейнсдорпа. На шляху до Оренбурга лежали невеликі фортеці Нижньо-Яїцької дистанції Оренбурзької військової лінії. Гарнізон фортець був, як правило, змішаним — козаки і солдати, їх побут і служба описані Пушкіним в «Капітанській дочці».
Фортеця Розсипна була взята блискавичним штурмом 24 вересня 1773  року, причому місцеві козаки в розпал бою перейшли на бік бунтівників. 26 вересня 1773 року була взята Нижньоозерна фортеця. 27 вересня 1773  року роз'їзди повсталих показалися перед Татищевою фортецею і почали переконувати місцевий гарнізон до здачі та приєднання до армії «государя» Петра Федоровича. Гарнізон фортеці становив не менше тисячі солдатів, і комендант, полковник Григорій Єлагін, сподівався за допомогою артилерії відбитися. Перестрілка тривала протягом усього дня 27 вересня 1773 року. Висланий на вилазку загін оренбурзьких козаків під командою сотника Тимофія Подурова перейшов у повному складі на бік повсталих. Зумівши підпалити дерев'яні стіни фортеці, від яких почалася пожежа в містечку, і скориставшись розпочатою в містечку панікою, козаки увірвалися у фортецю, після чого більша частина гарнізону склала зброю. Комендант і офіцери чинили опір до останнього і загинули в бою; захоплені в полон, включаючи членів їх сімей, були розстріляні після бою. Дочка коменданта Єлагіна Тетяна, вдова убитого днем раніше коменданта Нижньоозерной фортеці Захара Харлова, була взята Пугачовим в наложниці. При ній залишили брата Миколу, на очах якого після бою вбили матір. Козаки застрелили Тетяну і її малолітнього брата через місяць.
З артилерією Татищевої фортеці і поповненням в людях, 2-тисячний загін Пугачова став представляти реальну загрозу для Оренбурга. 29 вересня Пугачов урочисто вступив у Чорноріченську фортецю, гарнізон і жителі якої присягнули йому на вірність.
Дорога на Оренбург була відкрита, але Пугачов вирішив податися в Сеїтову слободу і Сакмарське містечко, так як прибулі звідти козаки і татари запевнили його у загальній відданості. 1 жовтня населення Сеїтової слободи урочисто зустріло козацьке військо, виставивши в його ряди татарський полк. Крім того, було видано указ на татарській мові, звернений до татар і Іменний указ башкирам Оренбурзької губернії, в якому Пугачов жалував їх «землями, водами, лісами, проживання, травами, річками, рибами, хлібом, законами, ріллями, тілами, грошовою платнею, свинцем і порохом». 2 жовтня повстанський загін під дзвін вступив в Сакмарське козацьке містечко. Крім сакмарського козацького полку до Пугачова приєдналися робітники сусідніх мідних рудників горнозаводчиків Якова Твердишева і Івана М'ясникова. У Сакмарському містечку в складі повсталих з'явився отаман Хлопуша, посланий губернатором Рейнсдорпом з секретними листами до повсталих з обіцянкою помилування у разі видачі Пугачова.
4 жовтня армія повсталих попрямувала до Бердської слободи поблизу Оренбурга, жителі якої також присягнули «воскреслому» цареві. До цього моменту армія самозванця налічувала близько 2500 чоловік, з них — близько 1500 яїцьких, ілецьких і оренбурзьких козаків, 300 солдатів, 500 каргалінських татар. Артилерія повсталих налічувала кілька десятків гармат.

## Облога Оренбурга і перші військові успіхи

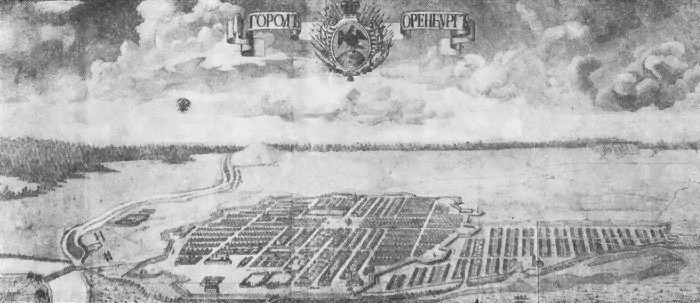
Панорама Оренбурга. Гравюра XVIII століття

Взяття Оренбурга стало головним завданням повсталих у зв'язку з його значенням як столиці величезного краю. У разі успіху авторитет армії і самого лідера повстання значно зросли б, адже взяття кожного нового містечка сприяло безперешкодному взяттю наступних. Крім того, важливим було захопити оренбурзькі склади озброєння.
Але Оренбург у військовому плані був куди більш потужним укріпленням, ніж навіть Татищева фортеця. Навколо міста був зведений земляний вал, укріплений 10 бастіонами і 2 напівбастіонами. Висота валу сягала 4 метрів і вище, а ширина — 13 метрів. Із зовнішнього боку валу йшов рів глибиною близько 4 метрів і шириною в 10 метрів. Гарнізон Оренбурга становив близько 3000 чоловік, з них близько 1500 солдатів, близько ста гармат.
4 жовтня в Оренбург з Яїцького містечка встиг безперешкодно підійти загін з 626 яїцьких козаків, що залишилися вірними уряду, з 4 гарматами, на чолі з Яїцьким військовим старшиною.
5 жовтня армія Пугачова підійшла до міста, розбивши тимчасовий табір в п'яти верстах від нього. До укріпленого валу були вислані козаки, які зуміли передати указ Пугачова до військ гарнізону із закликом скласти зброю і приєднатися до «государя». У відповідь гармати з міського валу почали обстріл заколотників.
6 жовтня Рейнсдорп наказав зробити вилазку, загін в 1500 чоловік під командуванням майора Степана Наумова після двогодинного бою повернувся в фортецю. На зібраній 7 жовтня військові нараді було прийнято рішення оборонятися за стінами фортеці під прикриттям артилерії фортеці. Однією з причин такого рішення було побоювання переходу солдатів і козаків на бік Пугачова. Проведена вилазка показала, що билися солдати неохоче, майор Наумов доповідав, що виявив «в підлеглих своїх боязкість і страх».
12 жовтня була проведена повторна вилазка загону Наумова, але успішні дії артилерії під командуванням Чумакова допомогли відбити атаку. Армія Пугачова через настання морозів перенесла табір в Бердську слободу.
22 жовтня був зроблений штурм; батареї повстанців почали обстріл міста, але сильний артилерійський вогонь з фортеці не дозволив близько підійти до валу.
Розпочата облога Оренбурга на півроку скувала головні сили повсталих, не принісши жодній зі сторін воєнного успіху.

## Подальший перебіг війни

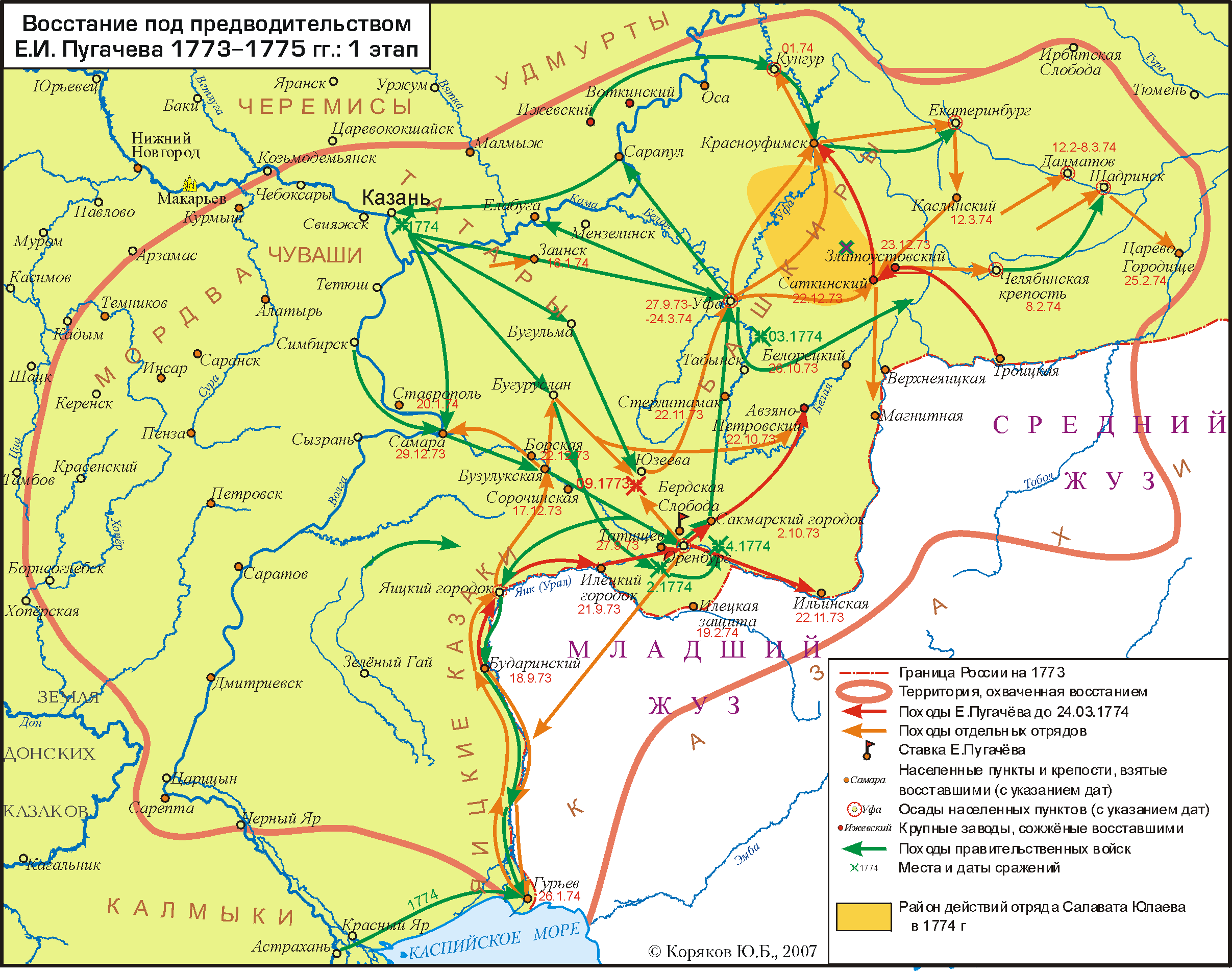
Початок повстання
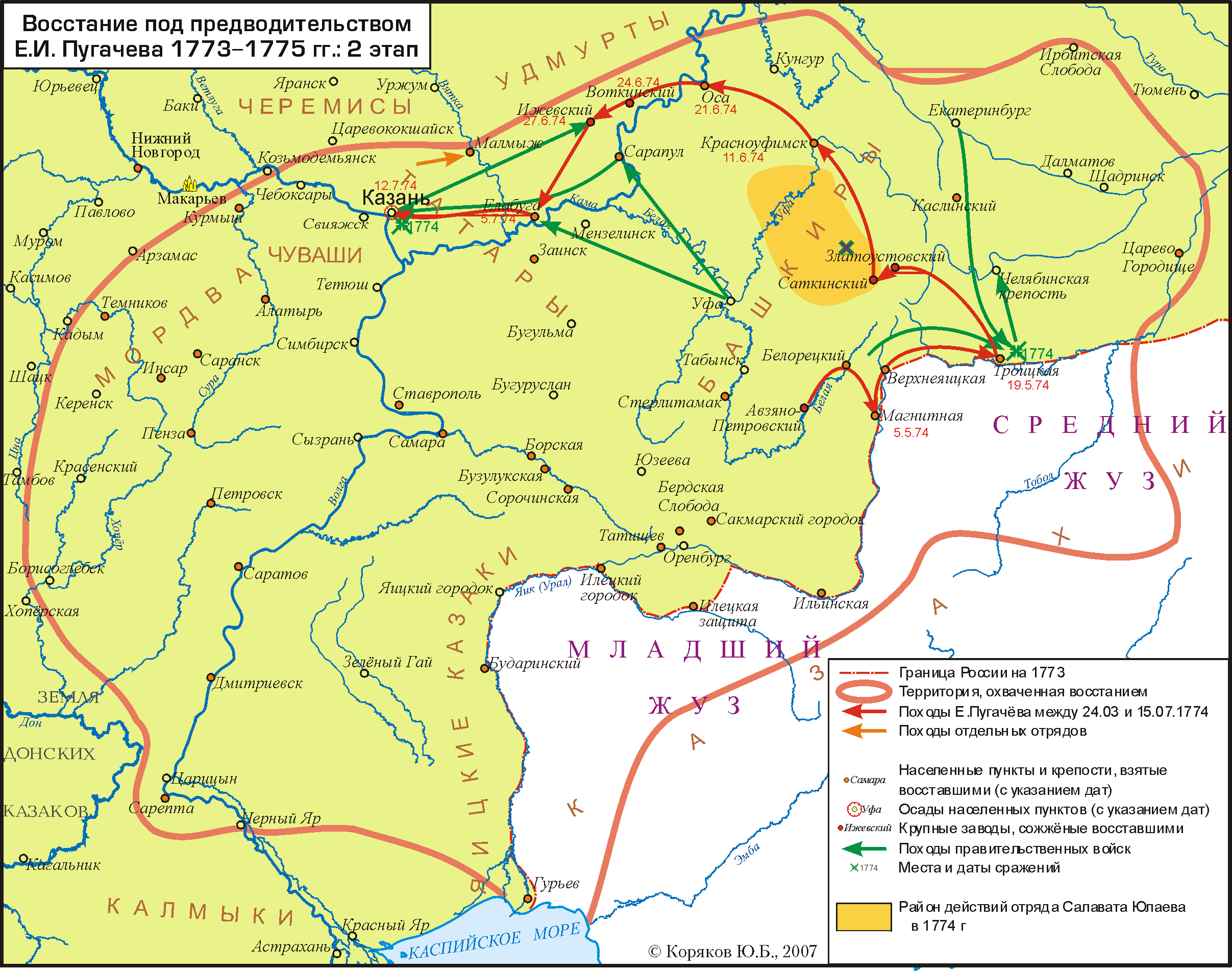
Другий етап Селянської війни
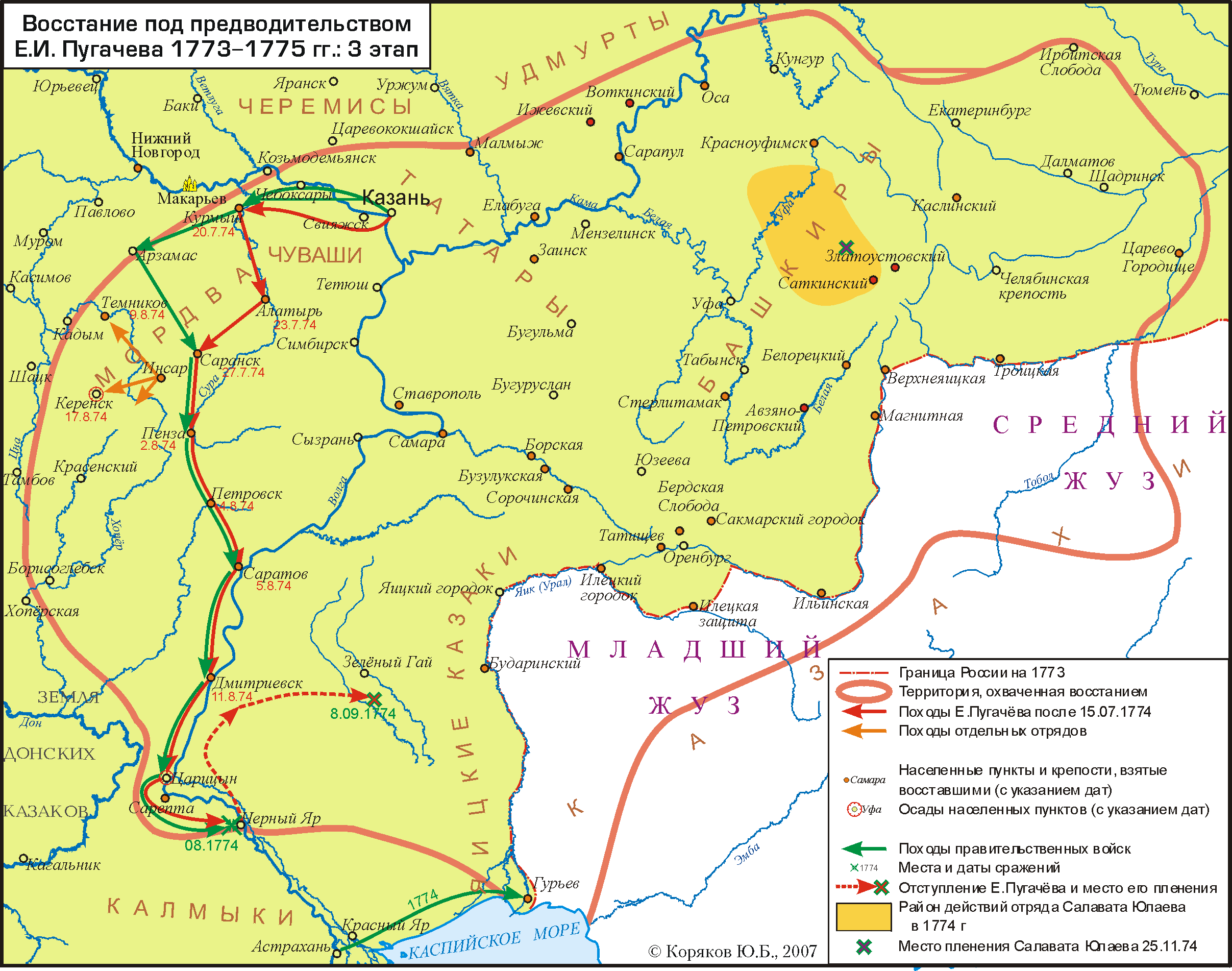
Завершальні події війни

## Справа Пугачова
Слідчі:
- Волконський Михаїл Микитович, головнокомандувач у Москві.